# متمم شانزدهم قانون اساسی ایالات متحده آمریکا

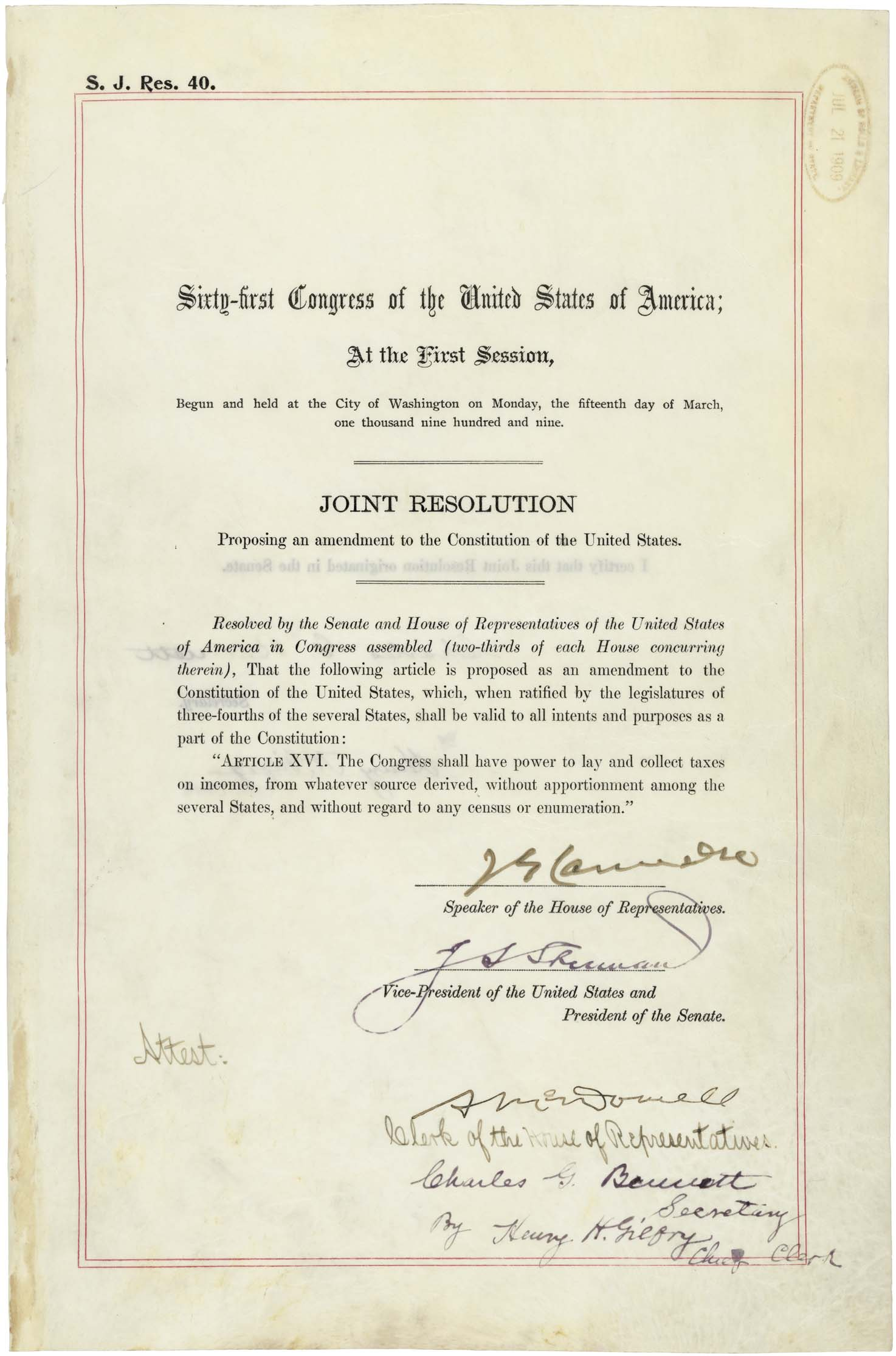
اصل لایحه متمم شانزدهم.

اصلاحیه شانزدهم قانون اساسی ایالات متحده (به انگلیسی: Sixteenth Amendment to the United States Constitution) مصوبه فوریه ۹ سال ۱۹۱۳ کنگره آمریکا، از قوانین مهم آمریکا است.
این متمم در باب تثبیت قانون مالیات بر در آمد است.